# Амрикян, Михрдат Ованесович
Михрдат Ованесович Амрикян (Ованнес Америкян) (1 (13) мая 1843, село Цинуба (ныне в Ахалцихской области Грузии) — 5 (17) февраля 1879, Тбилиси (Грузия) — армянский актёр, писатель. Один из основателей Восточно-армянского профессионального театра.

## Биография
Родился в селе Цунибани, Ахалцха. Учился в местной приходской школе, в 1853—1858 гг. в Нерсисянской школе в Тбилиси (Грузия). Был одним из организаторов выступлений учеников Нерсисянской школы. В 1859 начал выступать на сцене. В 1860 году, чтобы успешно исполнить главную роль в трагедии Саргиса Ванандеции «Мирдат», был назван именем «Мирдат». С 1863 года работал в театральной труппе им. Перча Прошяна, с 1864 года в театре имени Георга Чмшкяна. Он был одним из основателей Восточно-армянского профессионального театра, а также, одним из основоположников сценического реализма в армянском театре, один из первых и лучших воплощений персонажей Габриэля Сундукяна.
Он был театральным критиком, сатириком, публицистом, в статьях выступал за общественно-значимое театральное искусство, против национальной ограниченности и мелодраматизма. Был последователем эстетических принципов В. Белинского. Михрдат Амрикян был одним из первых сотрудников газеты «Мшак». С 1872 по 1873 год он возглавлял раздел сатиры с подписью «Чакуч» и издал серию фельетонов.
Писал стихи, делал переводы.
Гастролировал в Ахалцихе, Горисе, Кутаиси, Гянджа, Шуши, Александрополе, Ереване. В 1874—1877 гг. в Константинополе он поставил «Разбойников» Шиллера, «Пепо» Сундукяна и другие пьесы.

## Смерть
Вернувшись в Тбилиси (Грузия) из-за финансовых трудностей, заболел и покончил с собой в возрасте 35 лет.

## Роли
- Замбахов: «Хатабала» Габриеля Сундукяна
- «Ещё одна жертва» Габриеля Сундукяна
- Зимзимов: «Пепо» Габриеля Сундукяна
- Франц Соор: «Воры» Шиллера
- Кивкив: «Далал Цагхо» Никогайоса Пугиняна
- Карапет, Гаспар: «Это твой мотоцикл» Микаэля Тер-Григоряна
- Гаспар: «Прелюбодеяние Нино» Микаэля Тер-Григоряна
- Великий дьявол: фильм «Оскан Петрович в бегах» Саргиса Сундукяна